# Meteoriopsis undulata
Meteoriopsis undulata är en bladmossart som beskrevs av Horikawa och Noguchi in Noguchi 1936. Meteoriopsis undulata ingår i släktet Meteoriopsis och familjen Meteoriaceae. Inga underarter finns listade i Catalogue of Life.